# Afef Rouahi
Afef Rouahi (* 28. November 1985 in Tebourba, Manouba) ist eine tunesische Fußballspielerin.

## Karriere

### Verein
Rouahi startete ihre Karriere mit Association Sportive de la Banque de l'Habitat. Im Sommer 2008 verließ sie Banque de L'Habitat und unterschrieb beim ASPTT Bizerte. Sie spielte zwei Jahre für Bizerte, bevor sie zu Association Sportive Féminine du Sahel wechselte. Im Winter 2012/13 verließ sie Sahel und kehrte zu ihren Jugendverein Association Sportive de la Banque de l'Habitat zurück.

### Nationalmannschaft
Rouahi steht im Kader der Tunesischen Fußballnationalmannschaft der Frauen.

## Persönliches
2006 bis 2007 studierte sie Economics and Management Science und von 2007 bis 2009 Rechnungswesen und Finanzen.